# Do You Wanna Funk
«Do Ya Wanna Funk» es el nombre del sencillo interpretado por el cantante estadounidense Sylvester. Este fue incluido en el álbum All I Need publicado en 1982 y producido por Patrick Cowley, quien además murió en ese mismo año. El sencillo había alcanzado popularidad y reconocido como uno de los más populares del estilo Hi-NRG. Tuvo gran éxito en Europa especialmente en Bélgica, Finlandia, Países Bajos e incluso Noruega, donde se posicionó dentro de los diez primeros. También recibió una recepción moderada en Alemania y Australia, ingresando en los primeros treinta y en Francia y en el Reino Unido ubicándose dentro de los cuarenta primeros.
La canción está inspirada en «I'm Your Jeanie», un sencillo de Jeanie Tracy, quien fue corista de Sylvester. También apareció en películas como Trading Places (1983) y Argylle (2024).

## Lista de canciones
- 12" Estados Unidos.:'[3]

1. "Do Ya Wanna Funk" - 6:47
2. "Do Ya Wanna Funk" (música instrumental) - 6:47
3. "Do Ya Wanna Funk" (versión de radio) -  3:29

- 12" Reino Unido:[3]

1. "Do Ya Wanna Funk" - 6:47
2. "Do Ya Wanna Funk" (música instrumental) - 6:47
3. "Do Ya Wanna Funk" (versión de radio) -  3:29

## Posiciones
| Lista (1982/1983)                                        | Mejor posición |
| -------------------------------------------------------- | -------------- |
| Alemania Occidental (Offizielle Deutsche Charts)         | 30             |
| Australia (Kent Music Report)                            | 24             |
| Bélgica (Flandes) (Ultratop 50)                          | 5              |
| Estados Unidos (Billboard Dance Music/Club Play Singles) | 4              |
| Finlandia (Suomen virallinen lista)                      | 5              |
| Francia (SNEP)                                           | 40             |
| Noruega (VG-lista)                                       | 8              |
| Países Bajos (Dutch Top 40)                              | 14             |
| Reino Unido (UK Singles Chart)                           | 32             |
| Suiza (Schweizer Hitparade)                              | 12             |

## Aparición en el cine
La canción aparece en una escena donde el personaje de Billy Ray Valentine organiza una fiesta en la película de comedia llamada Trading Places, estrenada en 1983 y protagonizada por Dan Aykroyd y Eddie Murphy. La canción también se aparece en 1990, en la película dramática Compañeros inseparables, protagonizada por Campbell Scott y Bruce Davison.